# Marian Borychowski
Marian Borychowski (ur. ?, zm. 14 stycznia 1951 w Warszawie) – żołnierz ZWZ-AK, działacz partyzantki antykomunistycznej, ofiara represji stalinowskich.
Marian Borychowski przez wiele lat udzielał pomocy partyzantom 6 Wileńskiej Brygady (WiN). Był gospodarzem obejścia w Borychowie, w którym oddziały UBP i KBW zlikwidowały patrol Arkadiusza Czapskiego „Arkadka” vel „Tajfuna”. Został aresztowany po likwidacji tego patrolu, 30 września 1950 roku. Przeszedł okrutne śledztwo w PUBP w Sokołowie Podlaskim, a później w areszcie śledczym w więzieniu mokotowskim. Został zamęczony w tym więzieniu 14 stycznia 1951 roku. Jego ciało zakopano w nieznanym miejscu, prawdopodobnie w dole z wapnem na Wojskowych Powązkach (w tzw. Kwaterze na Łączce).
Aresztowano również całą rodzinę Borychowskiego: jego żona, Czesława, została skazana na 10 lat więzienia, córka Janina – na 1,5 roku więzienia, pozostałą trójkę nieletnich dzieci umieszczono w domach dziecka, gospodarstwo skonfiskowano.

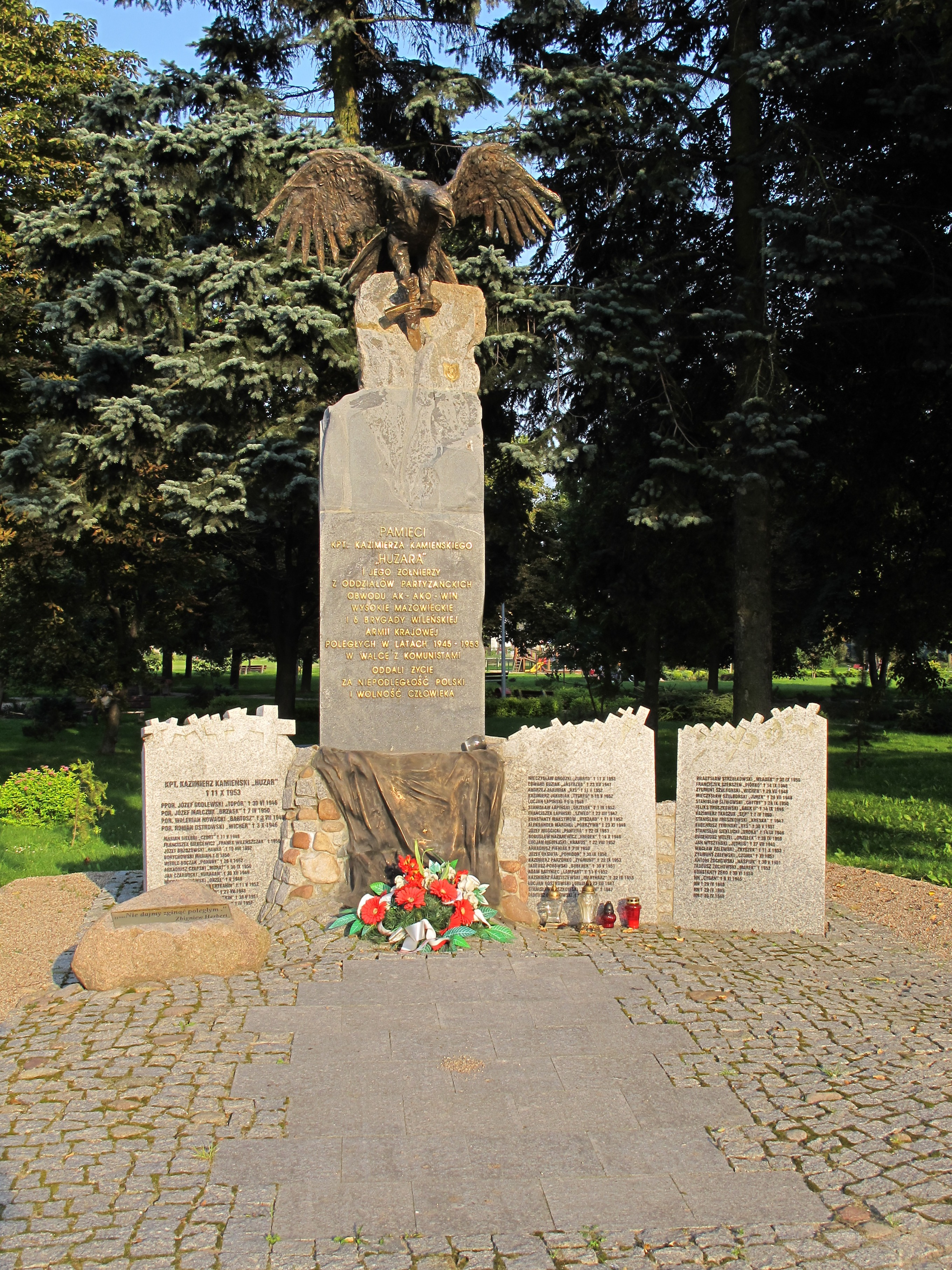
Pomnik poświęcony Kazimierzowi Kamieńskiemu i żołnierzom 6 Brygady Wileńskiej w Wysokiem Mazowieckim. Wśród żołnierzy wymieniony jest również Marian Borychowski

## Uhonorowanie
W 2005 roku w Borychowie odsłonięto obelisk z napisem: Pamięci 6 Brygady Wileńskiej AK poległych 30.09.1950 r. w Borychowie w walce z komunistami. Arkadiusza Czapskiego ps. „Arkadek”, Józefa Oksiuty ps. „Pomidor”, Władysława Strzałkowskiego ps. „Władek”, Eugeniusza Welfela ps. „Orzełek” oraz Mariana Borychowskiego zamęczonego przez komunistów w 1951 r. w więzieniu za pomoc udzieloną partyzantom. Oddali życie za niepodległość Polski i wolność człowieka". 04.05.2005 r..
W Wysokiem Mazowieckim odsłonięto pomnik upamiętniający Kazimierza Kamieńskiego, oficerów i żołnierzy 6 Wileńskiej Brygady. Wśród ofiar wymieniony jest również Marian Borychowski.
Postanowieniem prezydenta RP Lecha Kaczyńskiego z 9 listopada 2007 roku „za wybitne zasługi dla niepodległości Rzeczypospolitej Polskiej” Marian Borychowski został pośmiertnie odznaczony Krzyżem Komandorskim Orderu Odrodzenia Polski, a odznaczenie przekazano dzieciom bohatera 11 listopada tego samego roku w czasie uroczystości z okazji Narodowego Święta Niepodległości.
W 2008 powstał film w reżyserii Arkadiusza Gołębiewskiego pt. Sny stracone, sny odzyskane, opowiadający historię rodziny Borychowskich.